# Avoise
Avoise est une commune française, située dans le département de la Sarthe en région Pays de la Loire, peuplée de 572 habitants.
La commune fait partie de la province historique du Maine.

## Géographie
| Asnières-sur-Vègre | Asnières-sur-Vègre | Tassé            |
| Juigné-sur-Sarthe  | Avoise             | Noyen-sur-Sarthe |
| Solesmes           | Parcé-sur-Sarthe   | Dureil           |

### Climat
Pour des articles plus généraux, voir Climat des Pays de la Loire et Climat de la Sarthe.
En 2010, le climat de la commune est de type climat océanique dégradé des plaines du Centre et du Nord, selon une étude du CNRS s'appuyant sur une série de données couvrant la période 1971-2000. En 2020, Météo-France publie une typologie des climats de la France métropolitaine dans laquelle la commune est exposée à un climat océanique et est dans la région climatique Moyenne vallée de la Loire, caractérisée par une bonne insolation (1 850 h/an) et un été peu pluvieux.
Pour la période 1971-2000, la température annuelle moyenne est de 11,4 °C, avec une amplitude thermique annuelle de 14,1 °C. Le cumul annuel moyen de précipitations est de 695 mm, avec 11,3 jours de précipitations en janvier et 6,5 jours en juillet. Pour la période 1991-2020, la température moyenne annuelle observée sur la station météorologique de Météo-France la plus proche, sur la commune de Saint-Loup-du-Dorat à 16 km à vol d'oiseau, est de 12,2 °C et le cumul annuel moyen de précipitations est de 760,0 mm,. Pour l'avenir, les paramètres climatiques de la commune estimés pour 2050 selon différents scénarios d'émission de gaz à effet de serre sont consultables sur un site dédié publié par Météo-France en novembre 2022.

## Urbanisme

### Typologie
Au 1er janvier 2024, Avoise est catégorisée commune rurale à habitat dispersé, selon la nouvelle grille communale de densité à sept niveaux définie par l'Insee en 2022.
Elle est située hors unité urbaine. Par ailleurs la commune fait partie de l'aire d'attraction de Sablé-sur-Sarthe, dont elle est une commune de la couronne,. Cette aire, qui regroupe 39 communes, est catégorisée dans les aires de moins de 50 000 habitants,.

### Occupation des sols
L'occupation des sols de la commune, telle qu'elle ressort de la base de données européenne d’occupation biophysique des sols Corine Land Cover (CLC), est marquée par l'importance des territoires agricoles (74,3 % en 2018), une proportion sensiblement équivalente à celle de 1990 (74,9 %). La répartition détaillée en 2018 est la suivante : 
terres arables (40,6 %), prairies (30,3 %), forêts (23,9 %), zones agricoles hétérogènes (3,4 %), zones urbanisées (1,8 %). L'évolution de l’occupation des sols de la commune et de ses infrastructures peut être observée sur les différentes représentations cartographiques du territoire : la carte de Cassini (XVIIIe siècle), la carte d'état-major (1820-1866) et les cartes ou photos aériennes de l'IGN pour la période actuelle (1950 à aujourd'hui).

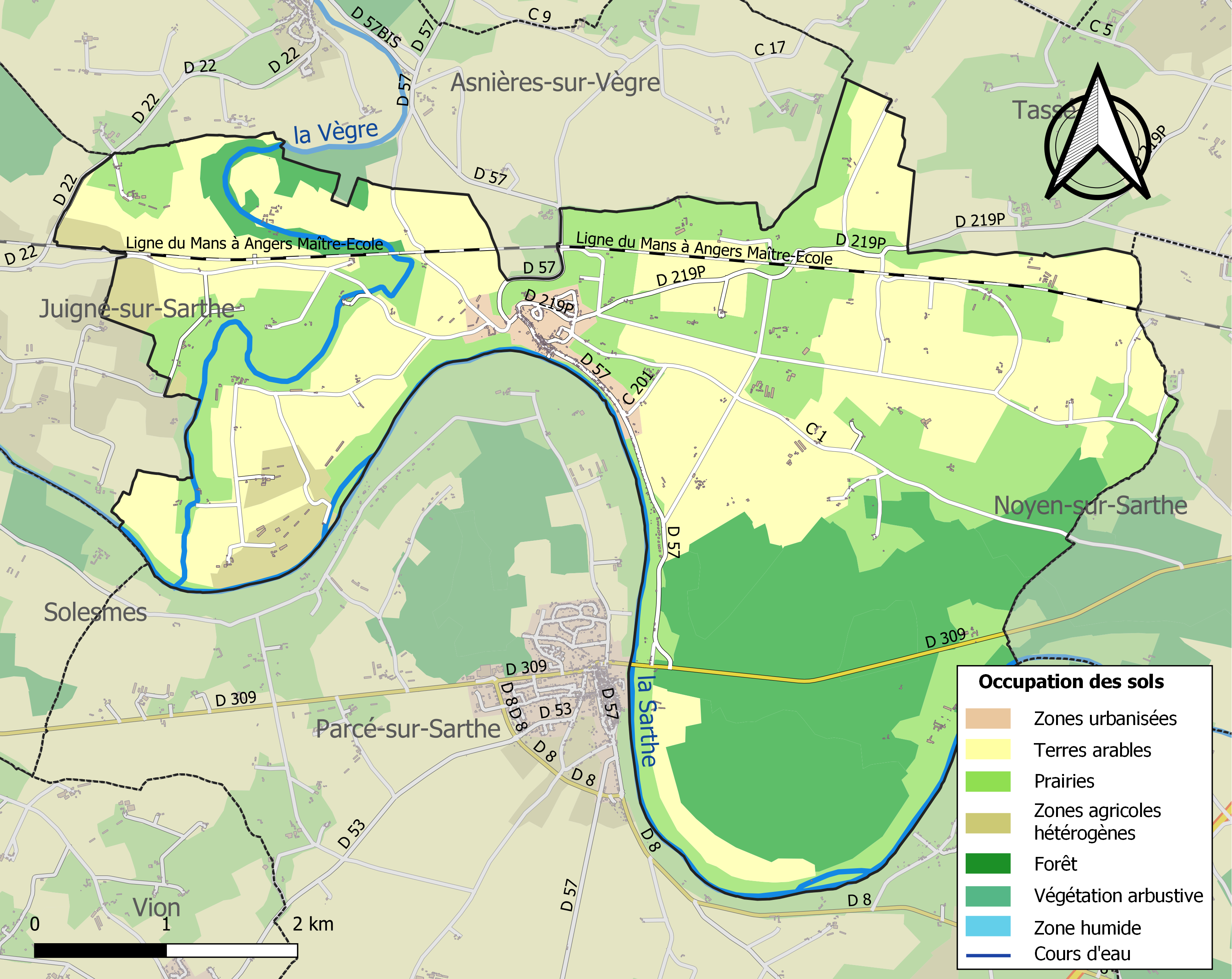
Carte des infrastructures et de l'occupation des sols de la commune en 2018 (CLC).

## Toponymie

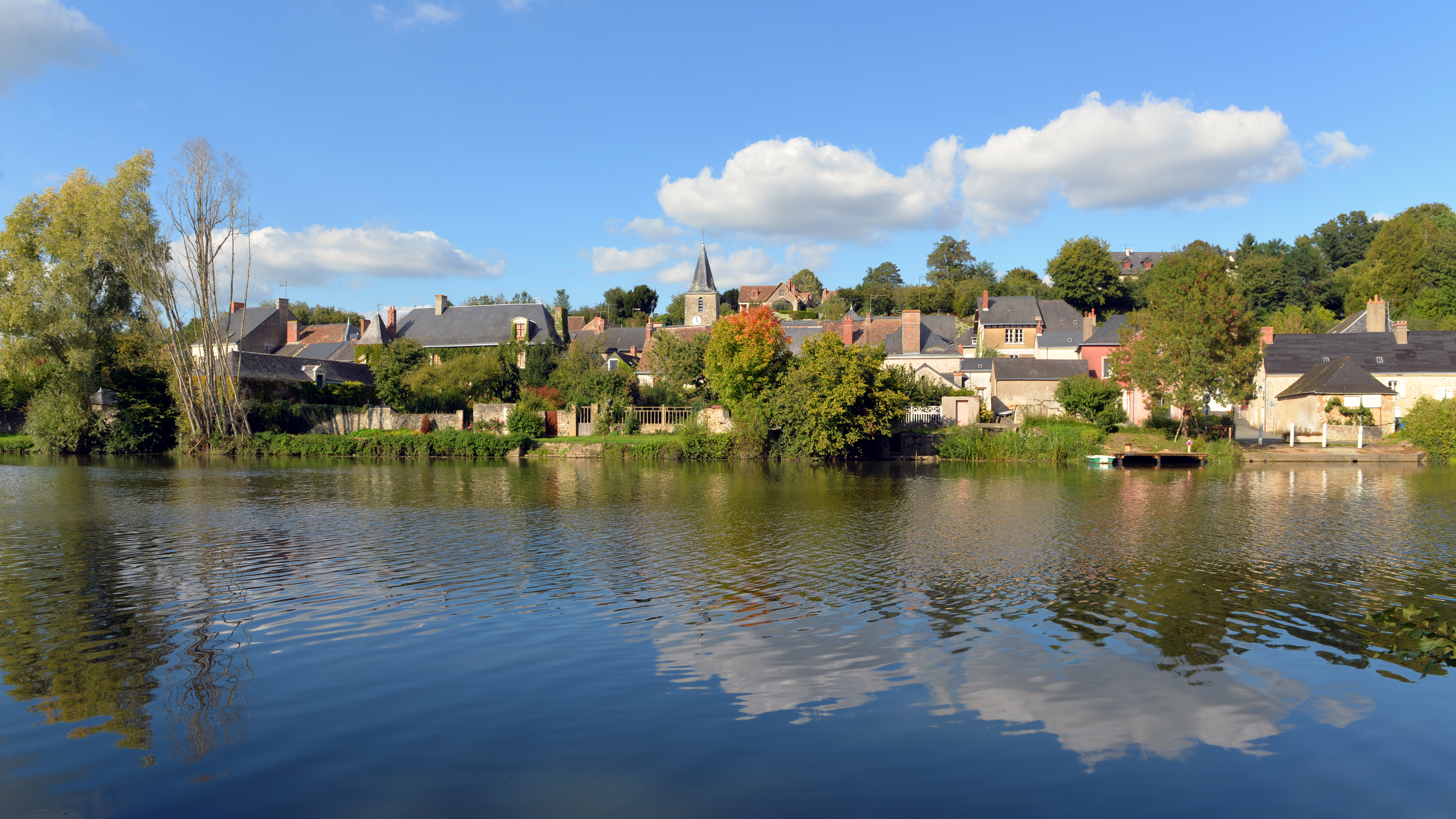
Vue d'Avoise sur les rives de la Sarthe, 2015.

Le nom de la localité est attesté sous les formes Avesa en 643 et Belciacus en 862.
Le gentilé est Avoisien.

## Histoire
Avoise, située sur la Sarthe, à la limite de la Champagne du Maine (ou Champagne mancelle, entre la Sarthe, la Vègre, Loué, Conlie et Chauffour, dominée par les Laval, sires puis comtes de Laval ; sa partie méridionale était la Champagne-Hommet, avec Juigné, Verdelles, Avessé : cf. le site Verdelles : Champagne-Hommet), et de la Champagne d'Anjou (ou Champagne angevine, dans le sud de l'actuel département de la Sarthe, au sud de la rivière Sarthe, avec Parcé, Malicorne, Villaines, La Suze), était partagée au Moyen Âge entre plusieurs seigneuries (cf. Julien-Rémy Pesche : Dictionnaire de la Sarthe, 1829 : Champagne) :
- notamment la Champagne-Hommet (en Champagne du Maine), d'abord berceau des Laval à la Motte de Denneray (ou Dénéré, à Avoise) (cf. Guy Ier), puis des Le Clerc de Juigné ;
- et Pe(s)cheseul (à Avoise, en Champagne d'Anjou)[18],[19],[20], appartenant à la grande famille angevine de Champagne-Parcé, fieffés à Champigné, Parcé, Le Bailleul, puis à Durtal et Mathefelon, La Suze, et aussi à Villaines... Les Champagne étaient titrés premiers barons du Maine et princes de Pescheseul. À partir de 1701, après une vente par la marquise de Lévis-Mirepoix, Madeleine du Puy du Fou († 1717), héritière et descendante des Champagne-Parcé-Avoise-Pescheseul, ces derniers fiefs passent aux Barrin de La Galissonnière jusqu'à la Révolution (et pour les domaine, terres ou château de Pescheseul, à Avoise, jusqu'au XIXe siècle ; voir des précisions, des généalogies et des liens aux articles Mathefelon, La Suze, Villaines et Parcé). 
  - En 1830, le Château de Pescheseul est acheté aux filles du Augustin-Félix-Elisabeth Barrin La Galissonnière par Monsieur et Madame Tessier de La Motte, une famille Angevine. Tessier de la Motte est député-maire des Rosiers (Maine-et-Loire). Sans descendants, après leur décès, le Château et les terres situées sur la commune d’Avoise seront données à la nièce de Madame Tessier de La Motte, Rosalie-Anne Joubert (1807-1876), épouse depuis 1830 du Baron Charles Dupin. 
    - Ils auront 3 enfants, deux filles et un fils. Les filles épouseront le Comte du Hamel de Breuil, et le Marquis de Lentilhac (Le Marquis de Lentilhac sera maire d’Avoise). Leur fils, autre Charles Dupin, mourut sans descendance. Yolande du Hamel de Breuil hérite alors de Pescheseul. Elle est célibataire et Chanoinesse. Marie du Hamel de Breuil, sa sœur, épouse Henry de Ponton d'Amécourt, fils de Gustave de Ponton d'Amécourt. Leur fils François de Ponton d'Amécourt était le filleul de Yolande du Hamel de Breuil. Il a épousé Yvonne Berthemy, une descendante d'Augustin Berthemy. Il héritera de Pescheseul. Il est le grand-père des actuels propriétaires.

## Politique et administration
| Période                                  | Période   | Identité                    | Étiquette     | Qualité |
| ---------------------------------------- | --------- | --------------------------- | ------------- | --- |
| 1955                                     | 1956      | Antoine, Vicomte d'Amécourt |               | Lieutenant, mort pour la France |
|                                          |           |                             |               | |
| ?                                        | juin 1995 | Daniel Perrault             |               | |
| juin 1995                                | mars 2008 | Jean-Claude Bazeau          |               | Professeur |
| mars 2008                                | en cours  | Antoine d'Amécourt          | Divers droite | Propriétaire forestier, président de FRANSYLVA et ancien président du Centre National de la Propriété Forestière (CNPF) Conseiller régional des Pays de la Loire (depuis 2021) |
| Les données manquantes sont à compléter. |           |                             |               | |

Le conseil municipal est composé de quinze membres dont le maire et trois adjoints.

## Démographie
L'évolution du nombre d'habitants est connue à travers les recensements de la population effectués dans la commune depuis 1793. Pour les communes de moins de 10 000 habitants, une enquête de recensement portant sur toute la population est réalisée tous les cinq ans, les populations de référence des années intermédiaires étant quant à elles estimées par interpolation ou extrapolation. Pour la commune, le premier recensement exhaustif entrant dans le cadre du nouveau dispositif a été réalisé en 2004.
En 2022, la commune comptait 572 habitants, en évolution de −8,63 % par rapport à 2016 (Sarthe : −0,25 %, France hors Mayotte : +2,11 %).
Avoise a compté jusqu'à 1 174 habitants en 1831.
| 1793 | 1800 | 1806 | 1821  | 1831  | 1836  | 1841  | 1846  | 1851  |
| ---- | ---- | ---- | ----- | ----- | ----- | ----- | ----- | ----- |
| 968  | 918  | 984  | 1 017 | 1 174 | 1 079 | 1 131 | 1 073 | 1 075 |

| 1856 | 1861  | 1866  | 1872 | 1876 | 1881 | 1886 | 1891 | 1896 |
| ---- | ----- | ----- | ---- | ---- | ---- | ---- | ---- | ---- |
| 993  | 1 016 | 1 043 | 994  | 998  | 987  | 942  | 932  | 891  |

| 1901 | 1906 | 1911 | 1921 | 1926 | 1931 | 1936 | 1946 | 1954 |
| ---- | ---- | ---- | ---- | ---- | ---- | ---- | ---- | ---- |
| 860  | 828  | 760  | 691  | 712  | 659  | 654  | 674  | 637  |

| 1962 | 1968 | 1975 | 1982 | 1990 | 1999 | 2004 | 2006 | 2009 |
| ---- | ---- | ---- | ---- | ---- | ---- | ---- | ---- | ---- |
| 603  | 566  | 471  | 426  | 495  | 491  | 521  | 520  | 539  |

| 2014 | 2019 | 2022 | - | - | - | - | - | - |
| ---- | ---- | ---- | - | - | - | - | - | - |
| 606  | 585  | 572  | - | - | - | - | - | - |

## Culture locale et patrimoine

### Lieux et monuments

#### Monuments historiques
La commune d'Avoise présente plusieurs édifices inscrits aux Monuments historiques :
- Le château de Dobert, pour les façades et toitures du château et des communs, les douves, l'aqueduc avec son système d'irrigation et l'allée plantée qui l'accompagne, l'allée plantée d'accès au château depuis l'est. Le château fait l'objet d'une inscription depuis le 24 juillet 1989[28].
- Le manoir de la Perrine de Cry, inscrit par arrêté le 22 novembre 1993[29].
- La Vieille Tour, édifice fortifié inscrit par arrêté le 6 janvier 1926[30].

#### Autres monuments
- Église Saint-Sulpice. Un retable du XVIIe siècle, son tabernacle (XIXe), ainsi que ses statues et bas-reliefs, sont classés à titre d'objets[31].
- Château de Pescheseul.

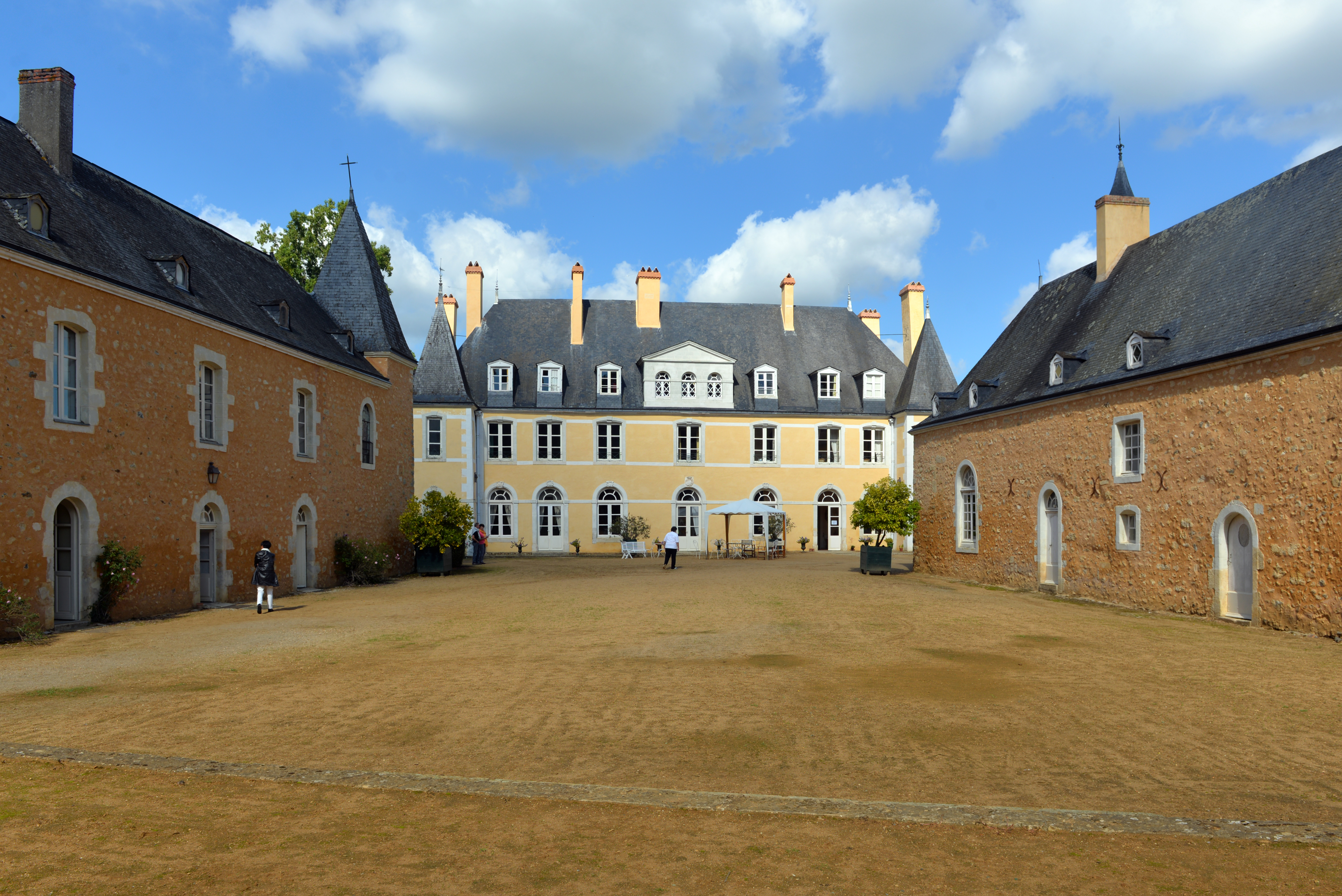
Château de Dobert.
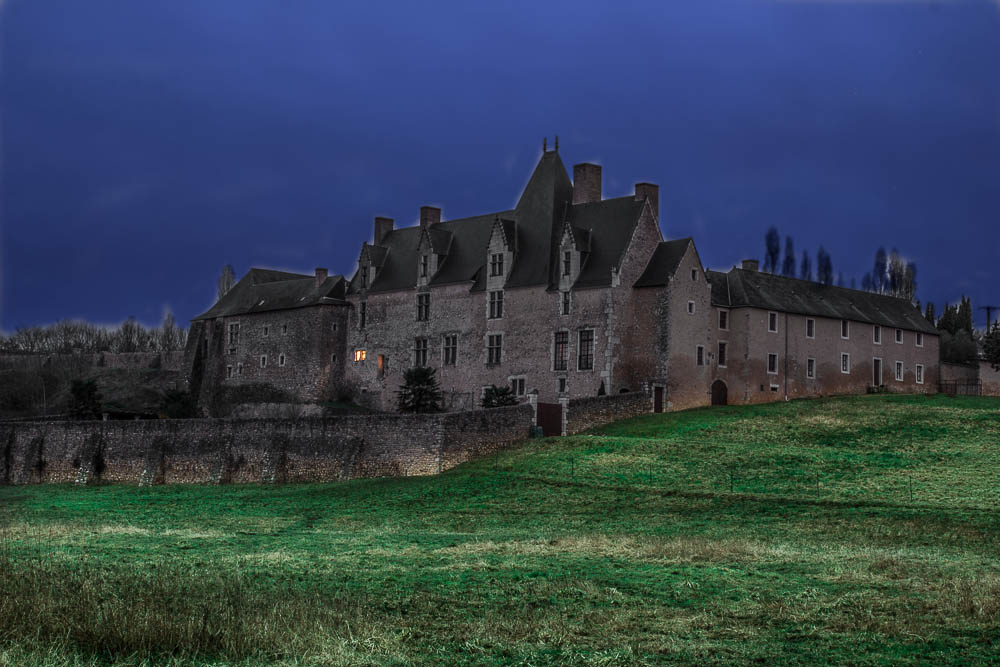
Manoir de la Perrine de Cry.
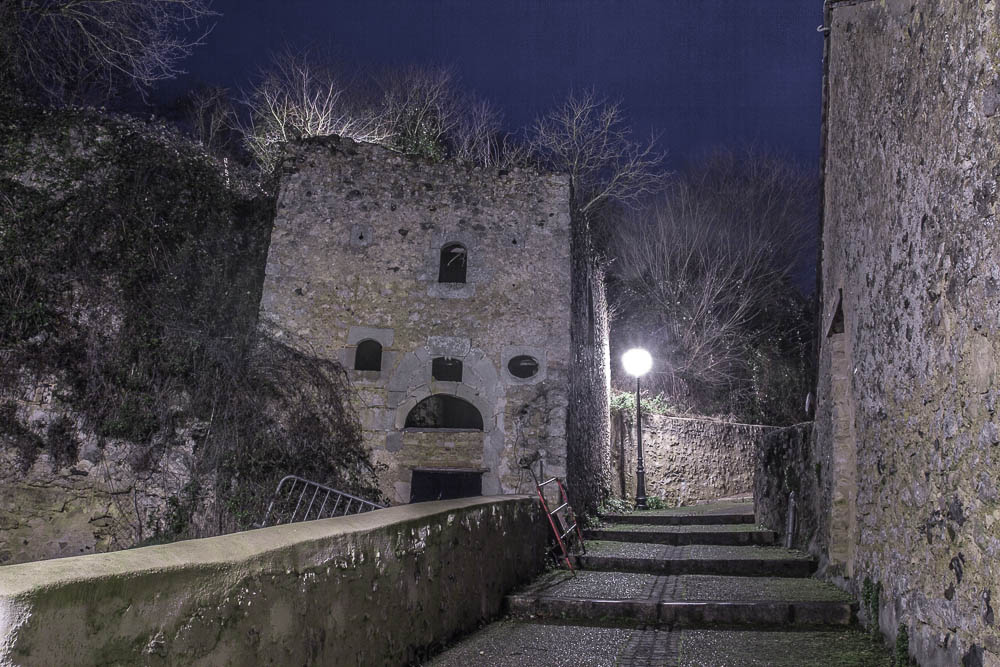
Vieille Tour.
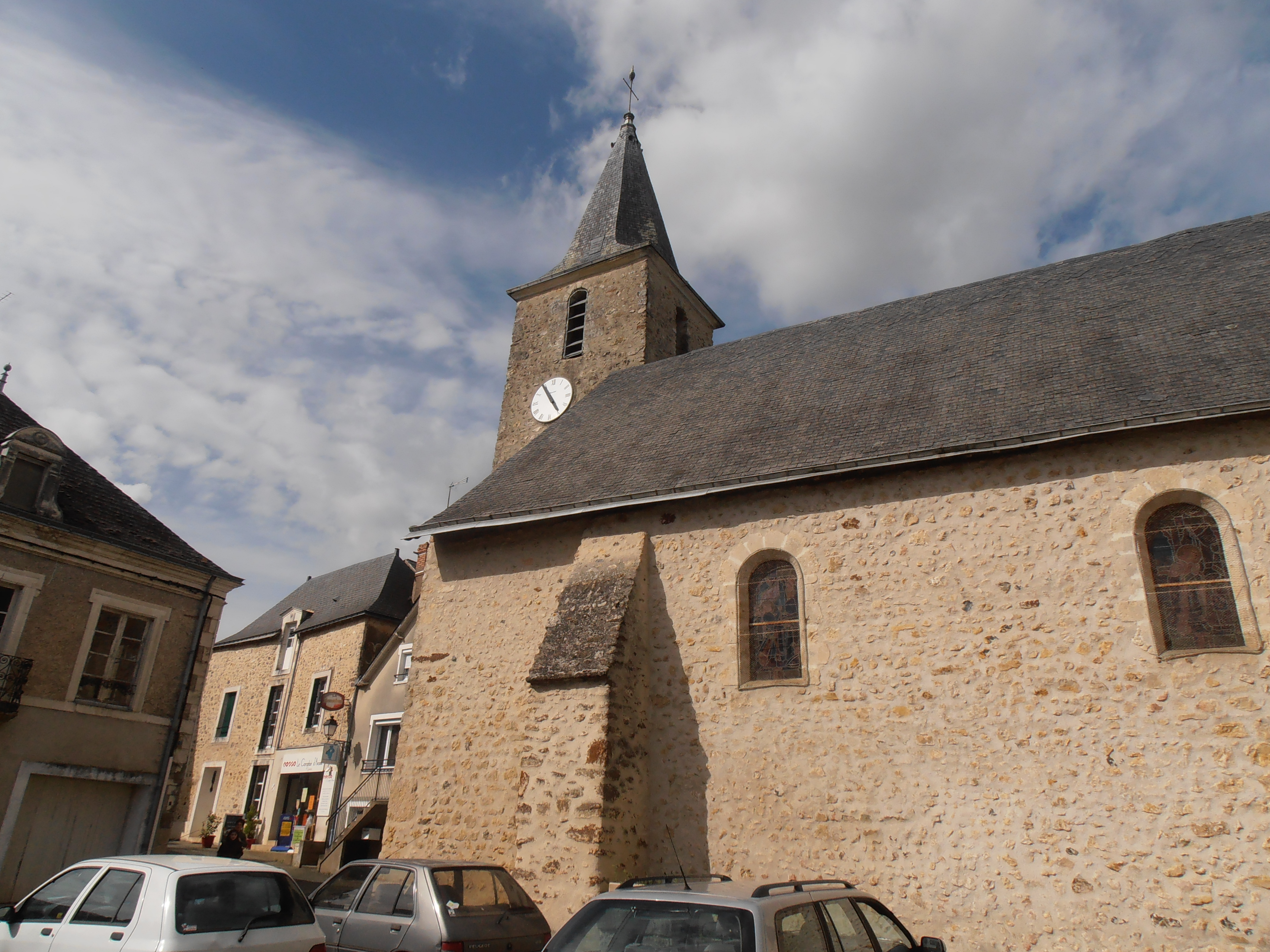
L'église Saint-Sulpice.

### Personnalités liées à la commune
- Pierre Brasdor (1721 à Avoise - 1799) : chirurgien français.